# Paravilla apicola
Paravilla apicola är en tvåvingeart som först beskrevs av Cole 1952.  Paravilla apicola ingår i släktet Paravilla och familjen svävflugor. Inga underarter finns listade i Catalogue of Life.